# 声問川
声問川（こえといがわ）は、北海道北部の稚内市内を流れ宗谷湾に注ぐ河川である。別名：幕別川（まくべつがわ）。
二級水系だが、中・下流部は河川法施行令第41条に定められた「指定河川」となっており、国土交通省（北海道開発局）の管轄下で維持・改修が行われている。「幻の魚」イトウが釣れる川としても知られる。環境省による「日本の重要湿地500」指定地でもある。

## 地理
北海道稚内市の南東部、エタンパック山（山頂は猿払村）付近に源を発する。はじめ西に流れ、沼川地区付近で炭焼の沢川、宇流谷川などを集めて北西に転じる。その後北寄りに進路を変え、大沼（シュプントウ沼）の東畔を通過し、声問地区の市街から宗谷湾に注ぐ。
大沼横の直線化部分にはローイング競技（ボート競技）コースが設けられ、日本ローイング協会C級認定を受けている。

## 名称の由来
アイヌ語では「シペッ（si-pet）」（本流の・川）と呼ばれていたが、和人により河口付近の声問地区の名称から声問川と呼ばれるようになった。このほか、上流域の地名であった「幕別」から幕別川と呼ばれたこともある。

## 治水
低湿な平野を流れる中・下流部はかつて大きく蛇行しており、大雨のみならず雪解け水でも氾濫を繰り返すような川であった。特に下流部は潟湖である大沼に一旦注ぐ形となっていたため潮位の影響も受けやすく、このため1953年に沼川地区より下流の20.1kmを「特殊河川」（現在の「指定河川」）に指定し、北海道開発局の主導による河川改修を行うこととなった。1958年から4年をかけた声問川と大沼とを切り離す直線化工事のほか、他の部分の直線化、築堤や河道掘削も行われ、いまでは氾濫することは稀となった。

## 支流
- 五ノ沢
- 炭焼の沢川
- 宇流谷川
- チフクシュナイ川
- タツニウシュナイ川（下流1.6kmが指定河川）
- パンケシュプナイ川（下流1.0kmが指定河川）
- ウツナイ川
- 大沼 - サラキトマナイ川、沼の沢川